# Kon Tum
Kon Tum è una città del Vietnam, capoluogo della provincia di Kon Tum. Si trova nella regione degli altipiani centrali, nelle vicinanze del confine con il Laos e la Cambogia. 

## Storia
La presenza di missionari francesi a Kon Tum è attestata a partire dal 1851. Durante la guerra del Vietnam la città venne attaccata dalle forze nordvietnamite una prima volta nel 1972 durante l'offensiva di Pasqua, venendo infine catturata solo tre anni dopo nel 1975 durante la campagna di Ho Chi Minh.